# Rhinocricus shuarus
Rhinocricus shuarus är en mångfotingart som beskrevs av Kraus 1956. Rhinocricus shuarus ingår i släktet Rhinocricus och familjen Rhinocricidae. Inga underarter finns listade i Catalogue of Life.